# Seznam ulic v Brně-Ořešíně
Seznam ulic v Brně-Ořešíně uvádí přehled ulic a veřejných prostranství na území městské části Brno-Ořešín, která je územně totožná s evidenční částí obce Ořešín a s katastrálním územím Ořešín.

## Seznam
| Název      | Pojmenováno po                         | Souřadnice                       | Obrázek | Commons           | RÚIAN  | Mapy.cz         |
| ---------- | -------------------------------------- | -------------------------------- | ------- | ----------------- | ------ | --------------- |
| Drozdí     | drozd                                  | 49°16′28″ s. š., 16°36′27″ v. d. |         | Drozdí (Brno)     | 22918  | stre&id=79136   |
| Jasná      | brightness                             | 49°16′43″ s. š., 16°36′15″ v. d. |         |                   | 24732  | stre&id=79317   |
| Klimešova  | Václav Klimeš                          | 49°16′38″ s. š., 16°36′26″ v. d. |         | Klimešova (Brno)  | 25623  | stre&id=79406   |
| Na Buble   |                                        | 49°16′35″ s. š., 16°36′30″ v. d. |         |                   | 804762 | stre&id=5182609 |
| Odlehlá    | místo                                  | 49°16′37″ s. š., 16°36′33″ v. d. |         |                   | 29009  | stre&id=79743   |
| Pluháčkova | Petr Pluháček                          | 49°16′30″ s. š., 16°36′24″ v. d. |         |                   | 804771 | stre&id=5182610 |
| Příhon     |                                        | 49°16′43″ s. š., 16°36′24″ v. d. |         |                   | 30465  | stre&id=79888   |
| Ronovská   | Ronov                                  | 49°16′41″ s. š., 16°36′23″ v. d. |         |                   | 30902  | stre&id=79932   |
| Tihůvka    |                                        | 49°16′32″ s. š., 16°36′32″ v. d. |         |                   | 33243  | stre&id=80164   |
| U zvoničky | kaple Neposkvrněného Srdce Panny Marie | 49°16′37″ s. š., 16°36′23″ v. d. |         | U zvoničky (Brno) | 33863  | stre&id=80226   |
| Šikmá      | svah tvar                              | 49°16′37″ s. š., 16°36′38″ v. d. |         |                   | 691305 | stre&id=142115  |